# Pseudonigrita
Pseudonigrita là một chi chim trong họ Ploceidae.

## Các loài
- Pseudonigrita arnaudi
- Pseudonigrita cabanisi